# Éloïc Peyrache
Éloïc Peyrache (Bombay, 24 ottobre 1975) è un economista francese.
Dal 2008 è stato vicedirettore dell'HEC Paris e direttore del programma Grande école, poi direttore generale ad interim dell'HEC Paris nell'ottobre 2020 e infine direttore generale e preside dell'HEC Paris nel gennaio 2021.

## Biografia
Dopo aver superato il 12º anno presso l'ENS Cachan nel 1995 (concorso D2, economia-metodi quantitativi-management), Éloïc Peyrache ha superato l'aggregazione economia-management nel 1998. Ha conseguito il dottorato di ricerca in economia presso la Toulouse School of Economics nel 2003, dopo aver discusso la tesi "Saggi sulla teoria economica dei segnali: applicazioni ai mercati del lavoro e della certificazione" presso l'Université Toulouse-I-Capitole.
Éloïc Peyrache è entrato a far parte dell'HEC Paris nel 2003, dove insegna economia manageriale ed economia delle reti. È membro del GREGHEC (CNRS) dal 2004. Dopo essere stato direttore del programma CEMS dal 2004 al 2005, è diventato professore associato nel 2009. In seguito alla partenza di Peter Todd per motivi di salute, è diventato direttore generale ad interim dell'HEC Paris nell'ottobre 2020.
La sua ricerca si concentra sulla teoria dei contratti, l'economia industriale e la politica della concorrenza. È membro dell'American Economic Association e dell'Econometric Society.